# ОТЭКО
ОТЭКО — российская частная компания, инвестор в портовую инфраструктуру на Юге России. Управляет двумя морскими терминалами (навалочным и нефтеналивным) в порту Тамань и на Черноморском побережье Краснодарского края.

## О компании
Морские терминалы ОТЭКО расположены в порту Тамань, на Таманском полуострове (Темрюкский район, Краснодарский край). Инфраструктура терминалов рассчитана на приём судов дедвейтом до 220 тысяч тонн — это крупнейшие суда, на регулярной основе проходящие пролив Босфор.
В 2021 году через навалочный терминал в порту Тамань перевалено 22 млн тонн, в 2022 году — уже более 30 млн тонн. Помимо перевалки угля, с 2021 года на навалочном терминале ведётся перевалка гранулированной серы, её объём составил 320 тыс. тонн. Через наливной терминал компании экспортируются нефтепродукты и сжиженный углеводородный газ (СУГ).
Строительство всех объектов компания финансировала за свой счет, без привлечения бюджетного финансирования.
В 2016 году ОТЭКО и администрация Краснодарского края подписали протокол о намерениях в сфере инвестиций, предусматривающий инвестиции со стороны компании в создание портовой и промышленной инфраструктуры порта Тамань в размере более 385 млрд рублей. Морская инфраструктура ОТЭКО включена в Комплексный план модернизации инфраструктуры до 2024 г., принятый Правительством РФ в 2018 году.
ОТЭКО является системообразующей компанией для Темрюкского района и Краснодарского края. На портовых объектах компании работают более 10 тысяч человек, а её налоговые отчисления на 60 % формируют ежегодный бюджет Таманского сельского поселения и на 15 % — Темрюкского района.
В составе компании действует крупнейшая в Краснодарском крае частная аварийно-спасательная служба (более 200 спасателей). Служба дежурит на объектах компании, а также регулярно помогает местному гарнизону МЧС в Тамани и жителям полуострова в тушении пожаров и ликвидации последствий стихии.

## История
АО «ОТЭКО» было создано в 2003 году для консолидации железнодорожных активов компаний "Компания «Русский мир» и «СФАТ». В том же году компания приступила к разработке проекта логистического хаба на Таманском полуострове как полноценного greenfield-проекта.
В 2012 году был введен в эксплуатацию Таманский перегрузочный комплекс нефти, нефтепродуктов и СУГ.
В 2014 году началось строительство второго терминала — Таманского терминала навалочных грузов, в 2019 году он приступил к работе. В 2021 году компания ввела в эксплуатацию на терминале самую производительную линию погрузки угля в России мощностью 8000 тонн / час.

## Морская инфраструктура

### Таманский перегрузочный комплекс нефтепродуктов
- общая мощность перевалки — 20 млн т в год;
- более 1 млн м³ — объём единовременного хранения нефтепродуктов;
- 58,8 тыс. м³ — объём хранения СУГ (на полное развитие);
- 160 тыс. т — максимальный дедвейт обслуживаемых судов;

### Таманский терминал навалочных грузов
- общая мощность перевалки — 72 млн т в год, из них более 60 млн т угля; 5 млн т серы; 5 млн т минеральных удобрений;
- 3 млн тонн — проектный объём временного хранения угля на складах терминала;
- 220 тыс. т — максимальный дедвейт обслуживаемых судов.

### Общепортовая инфраструктура
- более 200 км внутритерминальных железнодорожных путей;
- две электроподстанции мощностью 100 МВт;
- глубоководная акватория;
- 4 причала для нефтеналивных грузов и СУГ;
- 4 причала для навалочных грузов.

В 2016 году компания заключила соглашение о реализации частной железнодорожной концессии. В соответствии с концессионным соглашением компания ОТЭКО построила железнодорожные пути на примыкании к обгонному пункту 22 км и на примыкании к железнодорожной линии Вышестеблиевская — Тамань-Пассажирская в районе 29 км.
Компания имеет собственный портовый флот, который оказывает услуги по проводке грузовых судов до причалов как на терминалах ОТЭКО, так и на других предприятиях порта Тамань. В составе флота 12 буксиров и другие специализированные суда малого тоннажа.

## Социальная и экологическая политика

### Социальная политика
Компания реализует программу корпоративной социальной ответственности для развития социально-экономического потенциала Таманского полуострова.
Компания поддерживает в Темрюкском районе здравоохранение, образование, культуру, спорт, оказывает адресную помощь жителям. Участниками программы являются: Темрюкская центральная районная и Таманская участковая больницы, школы, детские сады, и другие муниципальные учреждения и общественные объединения.
Специалисты компании проводят для таманских школьников открытые уроки по экологии и пожарной безопасности, мастер-классы для воспитанников спортшкол района. ОТЭКО занимается озеленением населённых пунктов, ремонтирует детские площадки и парки.
В 2022 году компания запустила интернет-проект народных инициатив «Твой голос, Тамань!», в рамках которого ежегодно собирают идеи жителей по благоустройству. Самые популярные из них реализуются на средства компании.
В 2023 году компания отремонтировала муниципальную дорогу Тамань-Волна, связывающую север и юг Таманского полуострова.

### Экологическая политика
Компания использует комплекс организационных и технологических мер для снижения антропогенной нагрузки и охраны окружающей среды, применяет современные решения в приемке, хранении и транспортировании сыпучих грузов к морским судам, ведёт непрерывный мониторинг воздействия на окружающую среду..

#### Технологии экологической безопасности
Таманский терминал навалочных грузов:
- применена полностью закрытая перевалка угля,
- ветрозащитные стены высотой 25 метров;
- система водяного орошения штабелей
- система аспирации воздуха;
- другие пассивные и активные системы.

Таманский перегрузочный комплекс нефти, нефтепродуктов и СУГ:
- перевалка нефтепродуктов ведётся в герметичном режиме;
- комплексы хранения нефтепродуктов оборудованы многоступенчатой автоматизированной системой, которая позволяет в реальном времени контролировать состояние оборудования.

За последние три[какие?] года компания потратила на пылеподавление около 1 млрд руб. Решения компании по борьбе с пылеобразованием были отмечены в 2022 году наградой национальной премии «Надежный партнёр — Экология» и дипломом Национальной экологической премии, учреждённой изданием «Комсомольская правда».